# Víctor Jaramillo Luque
Víctor Joaquín Jaramillo Luque (14 de julio de 1953) es un botánico y profesor mexicano que desarrolla su actividad académica en el Departamento de Biología Comparada, de la Facultad de Ciencias en la Universidad Nacional Autónoma de México.

## Biografía
En 1982, obtuvo la licenciatura en biología en la Facultad de Ciencias de la UNAM. Y la maestría y el doctorado en Range Science en la Universidad Estatal de Colorado, en Fort Collins entre 1984 y 1989, asociado al Natural Resource Ecology Laboratory.

## Algunas publicaciones
- l.y. Rentería, v.j. Jaramillo. 2011. Rainfall drives leaf traits and leaf nutrient resorption in a tropical dry forest in Mexico. Oecologia 165: 201-211

- a.l. Sandoval-pérez, m.e. Gavito, f. García-oliva, v.j. Jaramillo. 2009. Carbon, nitrogen, phosphorus and enzymatic activity under different land uses in a tropical dry ecosystem. Soil Use and Management 25: 419–426

- mónica Aguilar-fernández, víctor j. Jaramillo, lucía Varela-fregoso, mayra e. Gavito. 2009. Short-term consequences of slash-and-burn practices on the arbuscular mycorrhizal fungi of a tropical dry forest. Mycorrhiza 19, 179-186

- f.m. Aguilar, v.j. Jaramillo, l. Varela-Fregoso, m.e. Gavito. 2009. Short-term consequences of slash-and-burn practices on the arbuscular mycorrhizal fungi of a tropical dry forest. Mycorrhiza 19: 179-186

- r.t. González, víctor Jaramillo, j.j. Peña Cabriales, a. Flores. 2008. Nodulation dynamics and nodule activity in leguminous tree species of a Mexican tropical dry forest. J. of Tropical 24: 107-110

- n.m. Montaño, f. García-oliva, v. Jaramillo. 2007. Dissolved organic carbon affects soil microbial activity and nitrogen dinamics in a Mexican tropical deciduous forest. Plant & Soil 295: 265-277

- l.p. Romero-duque, víctor Jaramillo, Alfredo Pérez-jiménez. 2007. Structure and diversity of secondary tropical dry forests in Mexico, differing in their prior land-use history. Forest Ecology and Management 253: 38-47

- j.m. Maass, p. Balvanera, a. Castillo, g.c. Daily, h.a. Mooney, p. Ehrlich, m. Quesada, a. Miranda, v.j. Jaramillo, f. García-oliva, et al. 2005. Ecosystem services of tropical dry forests: insights from longterm ecológical and social research on the Pacific coast of Mexico. Ecology & Society 10: 17

- c.a. Anaya, f. García-oliva, v. Jaramillo. 2007. Rainfall and labile carbon availability control litter nitrogen dynamics in a tropical dry forest. Oecologia 150: 602-610

- j. Campo, j.m. Maass, v. Jaramillo, a. Martínez-yrízar, j. Sarukhán. 2001. Phosphorus cycling in a Mexican tropical dry forest ecosystem. Biogeochemistry 53: 161-179

- j. Castellanos, v. Jaramillo, Jr. r.l. Sanford, j.b. Kauffman. 2001. Slash-and-burn effects on fine root biomass and productivity in a tropical dry forest ecosystem in México. Forest Ecol. & Management 148: 41-50

- l.j. Ellingson, j.b. Kauffman, d.l. Cummings, r.l. Sanford, v.j. Jaramillo. 2000. Soil N Dynamics Associated With Deforestation, Biomass Burning, And Pasture Conversion In A Mexican Tropical Dry Forest. Forest Ecol. & Management 137: 41-51
- La abreviatura «V.Jaram.» se emplea para indicar a Víctor Jaramillo Luque como autoridad en la descripción y clasificación científica de los vegetales.[2]